# Psyduck
Psyduck (コダック?, Kodakku) è un Pokémon base della prima generazione di tipo Acqua. Il suo numero identificativo Pokédex è 54. Nel contesto del franchise creato da Satoshi Tajiri, Psyduck si evolve in Golduck al raggiungimento di uno specifico livello.
Ideato dal team di designer della Game Freak e fissato nel suo aspetto finale da Ken Sugimori , Psyduck fa la sua prima apparizione nel 1996 nei videogiochi Pokémon Rosso e Blu. Compare inoltre in tutti i titoli successivi, in videogiochi spin-off, nella serie televisiva anime, nel Pokémon Trading Card Game e nel merchandising derivato dalla serie.
Psyduck appare inoltre sulla copertina di Pokémon Link! e nel film live action Pokémon: Detective Pikachu.
La capopalestra Misty possiede un esemplare del Pokémon. Anche Blu di Pokémon - La grande avventura ha posseduto un esemplare di Psyduck.

## Descrizione
Psyduck ha l'aspetto di un papero giallo. Se sforza il cervello inizia a soffrire di forti emicranie; quando queste si fanno intense gli conferiscono poteri psichici misteriosi, di cui però si scorda subito dopo averli usati. Per questo cerca di sforzare la mente il meno possibile e ha sempre un'aura vacua e stralunata.
Psyduck si evolve in Golduck al raggiungimento di uno specifico livello.

## Apparizioni

### Videogiochi
Nei videogiochi Pokémon Rosso e Blu Psyduck è ottenibile nei Percorsi 24 e 25 ed all'interno della Zona Safari. Nella versione Gialla è disponibile esclusivamente nei pressi del Percorso 6.
In Pokémon Oro e Argento e Pokémon Cristallo è presente lungo i Percorsi 6 e 35 e nel Bosco di Lecci. Nei remake Pokémon Oro HeartGold e Argento SoulSilver è inoltre disponibile presso le Isole Vorticose, la Grotta Ignota e la Zona Safari di Johto.
Nelle versioni Rubino, Zaffiro, Smeraldo, Rubino Omega e Zaffiro Alpha è possibile catturare il Pokémon esclusivamente all'interno della Zona Safari di Hoenn.
Nei videogiochi Pokémon Rosso Fuoco, Pokémon Diamante e Perla e Pokémon Platino Psyduck è disponibile in tutti gli specchi d'acqua delle regioni di Kanto e Sinnoh.
In Pokémon Nero 2 e Bianco 2 Psyduck è presente nella Fattoria di Venturia. Nei videogiochi Pokémon X e Y è disponibile lungo i Percorsi 7 e 22.
Nelle versioni Sole e Luna è possibile catturare Psyduck nei pressi della Collina Scrosciante e della Collina Diecicarati, nel Giardino di Malie e all'interno della Grotta Pratomare.
Nei titoli ambientati a Sinnoh lo strumento Sprayduck (コダックじょうろ?), che serve ad annaffiare le bacche, ha le sembianze del Pokémon e sostituisce l'oggetto Annaffiatoio presente nei videogiochi della seconda generazione e nei rispettivi remake.
Negli Stati Uniti d'America è stato possibile ottenere il Pokémon, per i remake dei titoli della prima generazione, il 25 settembre 2004.
Per le versioni Diamante e Perla è stato possibile scambiarlo, dal 19 al 30 agosto 2007, per un esemplare americano di Ponyta.
In Pokémon Ranger è ottenibile durante la Prova di Cattura di Villestate.
Infine Psyduck è uno dei sedici Pokémon iniziali in Pokémon Mystery Dungeon: Squadra rossa e Squadra blu e può essere fotografato nel videogioco Pokémon Snap, per Nintendo 64, nei pressi del fiume Course.

### Anime
Psyduck appare per la prima volta nel corso dell'episodio Un mistero da svelare (Hypno's Naptime) in cui Misty cattura accidentalmente un esemplare del Pokémon che ha la caratteristica di essere cronicamente confuso e con il vizio di uscire dalla sua Poké Ball. Inoltre, nonostante sia un Pokémon di tipo Acqua, è incapace di nuotare.
Lo Psyduck di Misty mostra per la prima volta i suoi poteri psichici in La villa dei ninja (The Ninja Poké-Showdown) in cui Ash Ketchum sfida Koga per ottenere la Medaglia Anima. Quando il Team Rocket interrompe la battaglia allo scopo di rubare tutti i Pokémon presenti nella palestra, Psyduck tenta invano di proteggere la sua allenatrice. Tuttavia questo insuccesso gli provoca un aumento dell'intensità del suo perenne mal di testa e di conseguenza migliora le sue capacità psichiche e, usando l'attacco Confusione, riesce a sconfiggere il Team Rocket. Nell'episodio Incontro tra Pokémon d'Acqua (Bye Bye Psyduck) Misty crede che il suo Psyduck si sia evoluto in Golduck.

Altri episodi incentrati su Pokémon della stessa specie sono Lo Psyduck triste (Sitting Psyduck) e Con gli Psyduck non si passa! (The Psyduck Stops Here!).
Nella serie animata del 2023 La concierge Pokémon, un timido Psyduck selvatico diventa un visitatore assiduo del resort gestito dalla protagonista Haru, finendo con il diventare suo amico.

## Accoglienza
Nel corso degli anni stati messi in commercio diversi gadget dedicati a Psyduck, tra cui dei ciondoli prodotti dalla società giapponese U-Treasure.